# شوشونی (کالیفرنیا)
شوشونی (به انگلیسی: Shoshone) یک منطقهٔ مسکونی در ایالات متحده آمریکا است که در شهرستان اینیو، کالیفرنیا واقع شده‌است. شوشونی ۷۴٫۳۶۱ کیلومتر مربع مساحت و ۳۱ نفر جمعیت دارد و ۴۸۳ متر بالاتر از سطح دریا واقع شده‌است.